# ブライアン・ボイデル
ブライアン・ボイデル（Brian Boydell、1917年3月17日 - 2000年11月8日）は、アイルランドの作曲家。

## 生涯
ダブリン県ホウス出身。イギリスのラグビー校で教育を受け、アイルランド人への差別に遭いながらも、音楽と科学で優秀な成績を残して卒業した。1935年には音楽の知識を広げるためにハイデルベルクを訪れ、オルガンを学び、最初の歌曲を作曲した。さらにケンブリッジ大学クレア・カレッジに進学し、両親の期待に沿って自然科学を学び、1938年に首席で卒業した。
しかし音楽の道を捨てがたく、王立音楽大学で作曲をパトリック・ハドリー、ハーバート・ハウエルズ、レイフ・ヴォーン・ウィリアムズに師事した。またこの期間オーボエ奏者としても活動している。第二次世界大戦が勃発すると、ダブリンに戻り、1942年にトリニティ・カレッジ (ダブリン大学)で学士号を取得した。
1944年、アイルランド音楽アカデミーの教授に就任。1948年には同僚の作曲家のフレデリック・メイとともにアイルランド音楽協会を設立した。
ボイデルはルネサンス音楽、特にマドリガルに興味を持ち、1959年にダブリン・コンソートという合唱団を創設した。1962年には博士号を取得し、トリニティ・カレッジの教授に就任した。また司会者としての才能もあり、テレビやラジオの音楽番組のコメンテーターを務めた。大学を退職した後は18世紀のダブリンの音楽についての著作に専念した。

## 音楽
ボイデルは若いころ、フレデリック・ディーリアス、バルトーク・ベーラ、ジャン・シベリウスの影響を受けた。ヨーロッパの伝統に連なる新しいアイルランド音楽を作ろうとしたが、直接的な民謡の引用は避けた。晩年に「私は今は老いぼれたものだが、1940年代は現代音楽の悪童とみなされていたよ」と語っている。

## 作品
- マハトマ・ガンディーの記憶に
- 弦楽四重奏曲
- ヴァイオリン協奏曲
- マサイ・マラ